# Hypnum geminum
Hypnum geminum är en bladmossart som beskrevs av Lesquereux och T. P. James 1884. Hypnum geminum ingår i släktet flätmossor, och familjen Hypnaceae. Inga underarter finns listade i Catalogue of Life.